# 蘇珊天竺鯛
蘇珊天竺鯛（學名：Apogon susanae），為輻鰭魚綱鈎頭魚目天竺鯛科天竺鯛屬下的一個種，分布於西太平洋日本小笠原群島、帛琉、新克里多尼亞及帕西島海域，深度3至6公尺，體長可達4公分，棲息在岩礁區，屬肉食性，以小型無脊椎動物為食，夜行性，繁殖期時，雄魚具有口孵習性，卵約7日化成仔魚，由雄魚吐出，具短暫的仔魚飄浮期，生活習性不明。